# Glanshammar
Glanshammar is een plaats in de gemeente Örebro in het landschap Närke en de provincie Örebro län in Zweden. De plaats heeft 724 inwoners (2005) en een oppervlakte van 92 hectare.